# Kijowski Okręg Wojskowy (ZSRR)
Kijowski Okręg Wojskowy (ros. Киевский военный округ, КВО) – ogólnowojskowy, operacyjno-terytorialny związek Sił Zbrojnych ZSRR.

## Historia
Okręg istniał w latach 1919–1992 pod nazwami:
- 1919, 1920–1922 – Kijowski Okręg Wojskowy,
- 1922 – Południowo-Zachodni Okręg Wojskowy – obejmował całe terytorium Ukrainy i Krymu,
- 1922–1935 – Ukraiński Okręg Wojskowy – obejmował całe ówczesne terytorium Ukraińskiej SRR,
- 1935–1938 – Kijowski Okręg Wojskowy,
- 1938–1941 – Kijowski Specjalny Okręg Wojskowy[1] ,
- 1943–1992 – Kijowski Okręg Wojskowy.

Dowództwo okręgu powstało 5 grudnia 1920 roku z przekształcenia dowództwa Frontu Południowo-Zachodniego. 
Na bazie dowództwa okręgu tworzono fronty:
- latem 1940 roku powołano Front Południowy w celu zajęcia Besarabii i północnej Bukowiny oderwanych od Rumunii po ultimatum ZSRR na podstawie ustaleń tajnego protokołu Paktu Ribbentrop-Mołotow;
- ok. 20 czerwca 1941 roku na bazie dowództwa okręgu powstał Front Południowo-Zachodni[1] .

Powtórnie sformowany 25 października 1943 z dowództwem w Kijowie. W skład okręgu weszły trzy okręgi administracyjne centralnej części Ukraińskiej Socjalistycznej Republiki Radzieckiej.Kijowski, Czerkaski i Umański).  W 1946, po rozformowaniu Charkowskiego OW, obszar Kijowskiego OW poszerzono o Woroszyłowgrad, Dniepropietrowsk, Połtawę, Donieck, Sumy, Charków i Czernigow.

W 1990 pozostawał w podporządkowaniu Głównego Dowództwa Kierunku Południowo-Zachodniego ze sztabem w Kiszyniowie.

## Struktura organizacyjna
Skład w 1990
- dowództwo Okręgu – Kijów
- 6 Gwardyjska Armia Pancerna
- 1 Gwardyjska Armia
- 36 Dywizja Zmechanizowana
- 46 Dywizja Zmechanizowana
- 48 Dywizja Pancerna
- 23 Brygada Desantowo-Szturmowa
- 9 Brygada SpecNaz
- 159 Brygada Rakiet Operacyjno-Taktycznych
- 281 Brygada Artylerii
- 128 Brygada Artylerii Przeciwpancernej

## Dowódcy okręgu
- Michaił Bogdanow – 1919,
- B. Kozłowski – 24.02.1920 – 2.03.1920,
- Władimir Januszewski – 2.03 – ?.1920,
- Witalij Szarapow – ?.1920 – 26.11.1920,
- Aleksandr Jegorow – 12.1920 - 04.1921,
- Nikołaj Pietin – 04.1921 - 11.1921,
- Iona Jakir – 11.1921 - 21.04.1922,
- Markian Hermanowicz – 21.04 - 27.05.1922 (Południowo-Zachodni Okręg Wojskowy),
- Michaił Frunze – 06.1922 – 03.1924 (Ukraiński Okręg Wojskowy),
- Aleksandr Jegorow – 04.1924 – 03.1925 (Ukraiński Okręg Wojskowy),
- Iona Jakir 11.1925 – 17.05.1935- … (do 05.1935 Ukraiński Okręg Wojskowy),
- komandarm 2 rangi Iwan Fiedko – 1937–1938
- kommandarm 2 rangi Siemion Timoszenko – 1938–1940 (od 26.07.1938 Kijowski Specjalny Okręg Wojskowy),
- generał armii Gieorgij Żukow – 7.06.1940 – 14.01.1941 (Kijowski Specjalny Okręg Wojskowy),
- generał pułkownik Michaił Kirponos – 14.01.1941 (Kijowski Specjalny Okręg Wojskowy),
- generał porucznik Wsiewołod Jakowlew – 06.1941 – 10.09.1941 (Kijowski Specjalny Okręg Wojskowy)[1] ,
- generał porucznik Wiktor Kosiakin – 1943–1944,
- generał porucznik Wasilij Gierasimienko – 1944–1945,
- generał pułkownik Andriej Grieczko – 1945–1953,
- generał armii/marszałek Wasilij Czujkow – 1953–1960,
- generał pułkownik/generał armii Piotr Koszewoj – 1960–1965
- generał armii Iwan Jakubowski – 1965–1967,
- generał pułkownik Wiktor Kulikow – 1967–1969,
- generał pułkownik Grigorij Sałmanow – 1969–1975,
- generał pułkownik/generał armii Iwan Gierasimow – 1975–1984,
- generał pułkownik Władimir Osipow – 1984–1989,
- generał pułkownik Boris Gromow – 1989–1990,
- generał porucznik/ generał pułkownik Wiktor Czeczewatow – 1990–1992.